# 625 (numero)
Seicentoventicinque (625) è il numero naturale dopo il 624 e prima del 626.

## Proprietà matematiche
- È un numero dispari.
- È un numero composto, con 5 divisori: 1, 5, 25, 125, 625. Poiché la somma dei suoi divisori (escluso il numero stesso) è 156 < 625, è un numero difettivo.
- È un quadrato perfetto, infatti 25 × 25 = 252 = 625.
- È un numero automorfo.
- È una potenza.
- È un numero di Friedman nel sistema numerico decimale.
- È un numero nontotiente in quanto dispari e diverso da 1.
- È un numero rifattorizzabile in quanto divisibile per il numero dei propri divisori.
- È parte delle terne pitagoriche (175, 600, 625), (220, 585, 625), (336, 527, 625), (375, 500, 625), (625, 1500, 1625), (625, 7800, 7825), (625, 39060, 39065), (625, 195312, 195313).

## Astronomia
- 625 Xenia è un asteroide della fascia principale del sistema solare.
- NGC 625 è una galassia irregolare della costellazione della Fenice.

## Astronautica
- Cosmos 625 è un satellite artificiale russo.